# Rodolfo Lodi
Rodolfo Lodi (Roma, 24 marzo 1895 – Roma, 3 gennaio 1985) è stato un attore italiano.

## Biografia
Attivo tra gli anni cinquanta e ottanta del novecento, le informazioni biografiche sull'attore sono scarse. Tra le sue parti cinematografiche più significative vanno ricordate quella nel film La luna di Bernardo Bertolucci e quella nel film Inferno di Dario Argento.

## Filmografia
- Camicie rosse, regia di Goffredo Alessandrini (1952)
- Totò e le donne, regia di Steno e Monicelli (1952)
- Europa '51, regia di Roberto Rossellini (1952)
- William Tell, regia di Jack Cardiff (1953)
- Eliana e gli uomini (Elena et les Hommes), regia di Jean Renoir (1956)
- Totò nella luna, regia di Steno (1958)
- Il fornaretto di Venezia (1963)
- 00-2, agenti segretissimi, regia di Lucio Fulci (1964)
- I criminali della galassia (1965)
- Ehi amico... c'è Sabata. Hai chiuso!, regia di Gianfranco Parolini (1969)
- Waterloo, regia di Sergej Fëdorovič Bondarčuk (1970)
- Continuavano a chiamarli er più,er meno, regia di Giuseppe Orlandini (1972)
- Mi chiamavano 'Requiescat'... ma avevano sbagliato, regia di Mario Bianchi (1972)
- Mercoledì delle ceneri (Ash Wednesday), regia di Larry Peerce (1973)
- Daisy Miller, regia di Peter Bogdanovich (1974)
- Il secondo tragico Fantozzi, regia di Luciano Salce (1976)
- Bestialità, regia di Peter Skerl (1976)
- La luna, regia di Bernardo Bertolucci (1979)
- Inferno, regia di Dario Argento (1980)